# Pavé de Viesly à Quiévy
Der Sektor Pavé de Viesly à Quiévy ist ein 1800 Meter langer mit Kopfsteinen gepflasterter Weg, welcher bei Paris–Roubaix von Viesly in Richtung Quiévy befahren wird.

## Charakteristik
Der Sektor Pavé de Viesly à Quiévy ist mit der Schwierigkeitsstufe von 3 Sternen ausgezeichnet. Das Kopfsteinpflaster befindet sich in einem überwiegend guten Zustand, allerdings ist das Anfangsstück oft schlammig. Mehrfach wurde der Sektor durch die Les Amis de Paris–Roubaix restauriert. 2011, 2012 und 2013 wurde jeweils kleinere Teile des Sektors restauriert. Der Sektor weist von Viesly nach Quiévy leichtes Gefälle, dann einen Zwischenanstieg auf, bevor Quiévy in der Abfahrt erreicht wird.

## Geschichte
Der Sektor wurde erstmalig 1973 befahren. 2018 wurde er ausgelassen.

## Bildergalerie

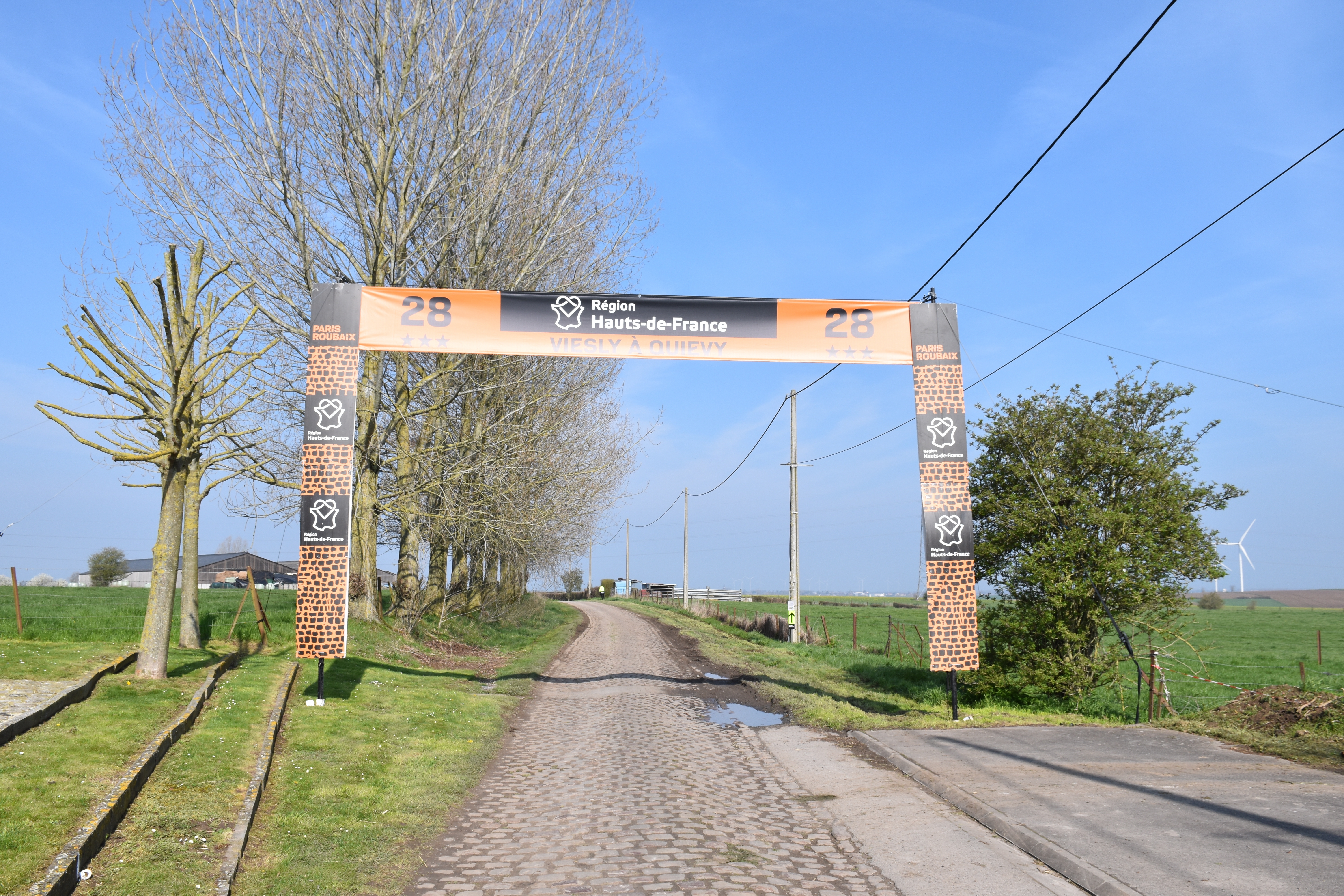
Sektor Pavé de Viesly à Quiévy
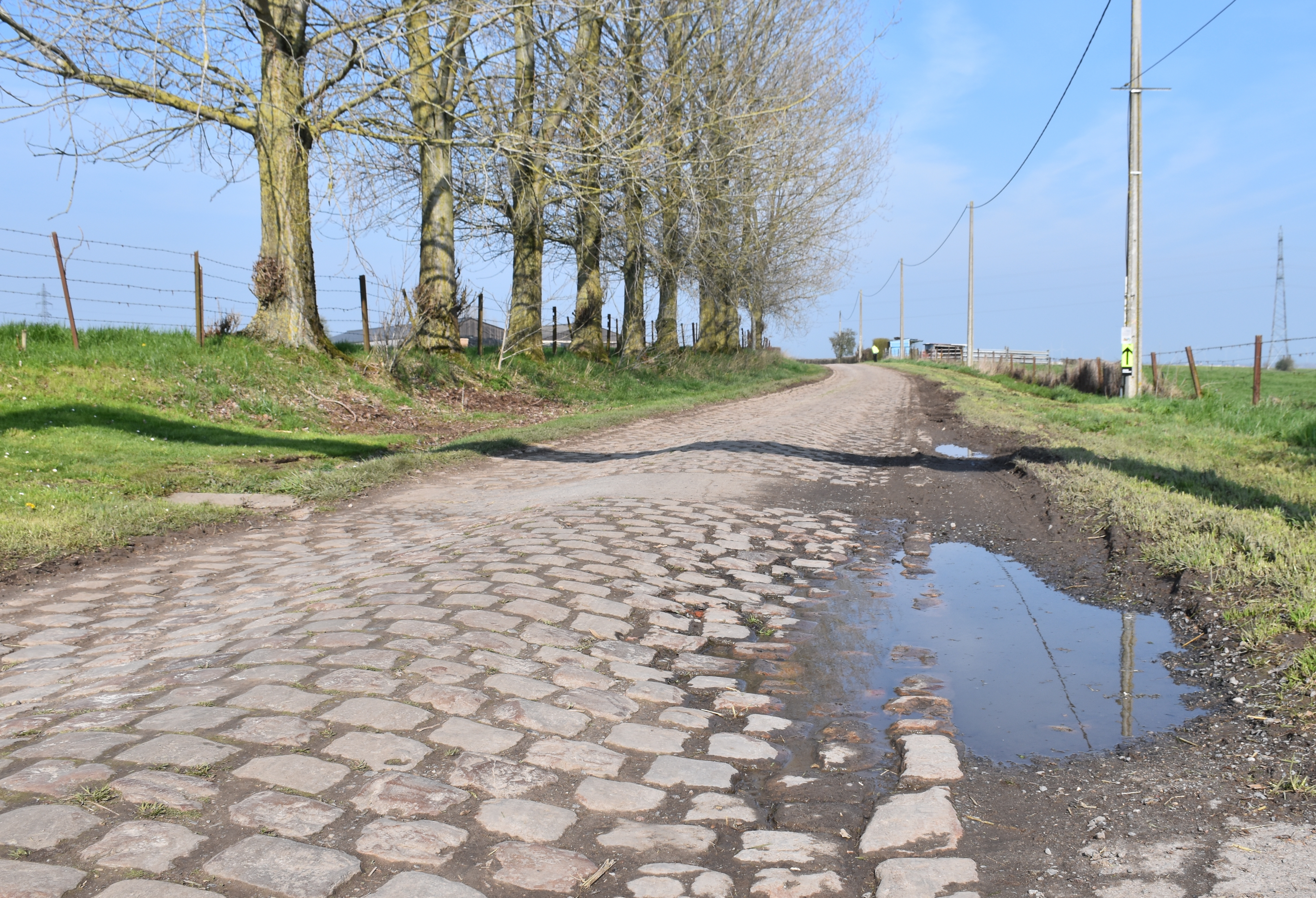
Sektor Pavé de Viesly à Quiévy